# Gaio Veturio Gemino Cicurino
Gaio Veturio Gemino Cicurino (in latino Gaius Veturius Geminus Cicurinus; fl. V secolo a.C.) è stato un politico romano del V secolo a.C.

## Biografia
Fu il primo rappresentante della gens Veturia a essere eletto al consolato e precisamente nel 499 a.C. con Tito Ebuzio Helva; probabilmente era il fratello del console del 494 a.C., Tito Veturio Gemino Cicurino.
Il nome Vetusio con cui venne reso noto nell'opera liviana si è conservato per arcaismo mentre il nome diventa Veturio per la legge del rotacismo latino.
Con il collega Tito Ebuzio fu console nell'anno in cui i romani condussero l'assedio di Fidenae e la presa di Crustumerium; sempre in quell'anno la città di Preneste lasciò il campo dei Latini per allearsi a Roma.
I rapporti con i Latini, che aveva portato nel 501 a.C. alla nomina di Tito Larcio a dittatore, il primo nella storia dell'Urbe, stavano rapidamente degenerando verso uno scontro che ormai non sembrava più procrastinabile.
In questa situazione di grave pericolo per Roma, secondo il racconto di Tito Livio (ma non per quello di Dionigi), Aulo Postumio fu eletto dittatore, e Tito Ebuzio fu nominato Magister equitum, mentre Livio non ci ha tramandato più alcuna informazione circa il ruolo di Gaio Veturio negli avvenimenti successivi.